# Damián Luengo
Damián Maximiliano Luengo (nacido el 21 de enero de 1986 en Mar del Plata, Buenos Aires, Argentina) es un futbolista argentino. Juega de centrocampista y su club actual es el Kimberley.

## Carrera
Comenzó su carrera en 2006 jugando para Cadetes de Mar del Plata. Jugó para ese club hasta 2007. En ese año se fue a Gimnasia y Tiro, en donde jugó hasta el 2008. En ese año se fue al Unión de Mar del Plata. Jugó ahí hasta 2013. En ese año se pasó al Kimberley, en donde está jugando actualmente.

## Clubes
| Club                     | País      | Año           |
| ------------------------ | --------- | ------------- |
| Cadetes de Mar del Plata | Argentina | 2006-2007     |
| Gimnasia y Tiro          | Argentina | 2007-2008     |
| Unión de Mar del Plata   | Argentina | 2008-2013     |
| Kimberley                | Argentina | 2013-Presente |